# Saint-Laurent-de-Chamousset
Saint-Laurent-de-Chamousset là một xã thuộc tỉnh Rhône trong vùng Auvergne-Rhône-Alpes phía đông nước Pháp. Xã này nằm ở khu vực có độ cao trung bình 630 mét trên mực nước biển.